# イーゲン井上
イーゲン井上（イーゲン いのうえ、Egan Inoue、1965年6月4日 - ）は、アメリカ合衆国の男性総合格闘家。日系アメリカ人4世。ハワイ州ホノルル出身。イーゲンズ・トレーニング・センター所属。ブラジリアン柔術黒帯。元SuperBrawl無差別級王者。元SuperBrawlミドル級王者。
総合格闘家のエンセン井上は実弟。

## 来歴
祖父の影響で、3歳で松濤館空手を始める。小学校から高校までは、野球とバスケットボールを経験。16歳でラケットボールを始め、ハワイ大学ラボラトリー・スクール時代に州王者となった。
卒業後もラケットボールを続け、20歳でプロ選手となり、1986年には初めて世界タイトルを獲得。1990年には2度目の世界タイトルを獲得した。同年、ラケットボール製造会社「E-FORCE（イー・フォース）」を設立。1993年、怪我によりプロラケットボール選手を辞め、E-FORCEも売却した。
ラケットボール引退と前後してブラジリアン柔術を始め、エリオ・グレイシーの次男であるヘウソン・グレイシーに指導を受けた。1995年には地元ハワイにグラップリング・アンリミテッドを設立。
1995年10月13日、ザ・トーナメント・オブ・J '95に参戦。1回戦でアレクサンダー大塚、準決勝で郷野聡寛に腕ひしぎ十字固めで一本勝ちするも、決勝で高阪剛に判定負けし、準優勝となった。
1996年8月24日、初参戦となったリングスで成瀬昌由と対戦。激しい打撃戦となったが、グラウンドで顔面パンチを繰り出し、反則負け。
1999年2月、アブダビコンバット88kg未満級に出場。1回戦でロビー・キルパトリック（ケン・シャムロックの兄）に一本勝ちし、2回戦ではヘンゾ・グレイシーにポイント勝ちするも、4位となった。
1999年4月29日、PRIDE初参戦となったPRIDE.5で豊永稔と対戦し、パウンドでTKO勝ち。
1999年6月1日、SuperBrawl無差別級王座決定戦でマルセロ・タイガーで対戦し、反則勝ちを収め王座獲得に成功した。
2000年3月、アブダビコンバット88kg未満級に出場。1回戦でエミール・チャトゥリアンに判定勝ちするも、2回戦を棄権した。
2001年4月、アブダビコンバット88kg未満級に出場。2回戦でヒカルド・リボーリオに判定勝ちするも、準決勝で菊田早苗に判定負け。3位決定戦でもニーノ・シェンブリに判定負けし、4位に終わった。

### SuperBrawl
2001年11月2日、SuperBrawl 22のミドル級王座決定戦でジョー・ドークセンで対戦し、アンクルホールドで一本勝ちを収め王座獲得に成功した。
2001年12月15日、ハワイで開催されたSHOGUNのメインイベントでデニス・ホールマンと対戦予定であったが、左手中指骨折により欠場となった。2002年2月2日のWFAでもホールマンとの対戦が予定されていたが、中止となった（大会自体も7月5日に延期された）。
2003年5月9日、SuperBrawl 29の修斗世界ライトヘビー級（-83kg）・SuperBrawlミドル級王座統一戦で修斗世界ライトヘビー級王者の須田匡昇と対戦。開始27秒、右フックでダウンするとパウンドでTKO負けを喫し王座陥落した。
2003年12月5日、SuperBrawl 32でジェイソン・"メイヘム"・ミラーと対戦し、肋骨負傷によりTKO負け。この試合を最後に現役引退した。
2008年5月16日、4年半ぶりに現役復帰し、ハンス・マレロにTKO勝ち。

## 戦績

### 総合格闘技
| 総合格闘技 戦績 | 総合格闘技 戦績 | 総合格闘技 戦績 | 総合格闘技 戦績 | 総合格闘技 戦績 | 総合格闘技 戦績 | 総合格闘技 戦績 |
| --------------- | --------------- | --------------- | --------------- | --------------- | --------------- | --------------- |
| 21 試合         | (T)KO           | 一本            | 判定            | その他          | 引き分け        | 無効試合        |
| 13 勝           | 3               | 8               | 1               | 1               | 0               | 0               |
| 8 敗            | 3               | 0               | 4               | 1               | 0               | 0               |

| 勝敗 | 対戦相手                       | 試合結果                         | 大会名                                                                 | 開催年月日     |
| ○    | ハンス・マレロ                 | 3R終了時 TKO（棄権）             | X-1: Legends                                                           | 2008年5月16日  |
| ×    | ジェイソン・"メイヘム"・ミラー | 2R終了時 TKO（タオル投入）       | SuperBrawl 32                                                          | 2003年12月5日  |
| ×    | 須田匡昇                       | 1R 0:27 TKO（右フック→パウンド） | SuperBrawl 29 【修斗世界ライトヘビー級・SuperBrawlミドル級王座統一戦】 | 2003年5月9日   |
| ○    | 内藤征弥                       | 5分2R終了 判定3-0                | SuperBrawl 28 【SuperBrawlミドル級タイトルマッチ】                     | 2003年2月8日   |
| ○    | マルタイン・デ・ヨング         | 1R 2:46 KO（ハイキック）         | SuperBrawl 25 【SuperBrawlミドル級タイトルマッチ】                     | 2002年7月13日  |
| ○    | マルコス・ダ・シウバ           | 2R 0:56 ギブアップ（パンチ連打） | SuperBrawl 23 【SuperBrawlミドル級タイトルマッチ】                     | 2002年3月9日   |
| ○    | ジョー・ドークセン             | 1R 0:56 アンクルホールド         | SuperBrawl 22 【SuperBrawlミドル級王座決定戦】                         | 2001年11月2日  |
| ○    | ブレット・アルアザウィ         | 1R 1:29 前腕チョーク             | SuperBrawl 21                                                          | 2001年5月24日  |
| ×    | ガイ・メッツァー               | 1R 2:25 KO（右ストレート）       | PRIDE.13                                                               | 2001年3月25日  |
| ○    | ジョン・アレッシオ             | 1R 2:41 チョークスリーパー       | SuperBrawl 15                                                          | 1999年12月7日  |
| ×    | カール・マレンコ               | 延長R終了 判定0-3                | PRIDE.6                                                                | 1999年7月4日   |
| ○    | マルセロ・タイガー             | 2R 0:12 反則                     | SuperBrawl 12 【SuperBrawl無差別級王座決定戦】                         | 1999年6月1日   |
| ○    | 豊永稔                         | 1R 5:53 TKO（パウンド）          | PRIDE.5                                                                | 1999年4月29日  |
| ×    | マウリシオ・シウバ             | 5分3R終了 判定                   | WSKF: World Challenge                                                  | 1998年12月19日 |
| ×    | 成瀬昌由                       | 11:51 反則（パウンド）           | リングス MAELSTROM 6th 〜旗揚げ5周年記念大会〜                         | 1996年8月24日  |
| ×    | 菊田早苗                       | 5分1R終了 判定                   | ザ・トーナメント・オブ・J '96 【2回戦】                                | 1996年3月30日  |
| ○    | 松尾康信                       | 1R 1:20 アームロック             | ザ・トーナメント・オブ・J '96 【1回戦】                                | 1996年3月30日  |
| ○    | ゴードン・デッドマン           | 1R 1:39 三角絞め                 | 修斗 Vale Tudo Junction 2                                              | 1996年3月5日   |
| ×    | 高阪剛                         | 3分3R終了 判定0-3                | ザ・トーナメント・オブ・J '95 【決勝】                                 | 1995年10月13日 |
| ○    | 郷野聡寛                       | 1R 1:33 腕ひしぎ十字固め         | ザ・トーナメント・オブ・J '95 【準決勝】                               | 1995年10月13日 |
| ○    | アレクサンダー大塚             | 1R 0:55 腕ひしぎ十字固め         | ザ・トーナメント・オブ・J '95 【1回戦】                                | 1995年10月13日 |

### グラップリング
| 勝敗 | 対戦相手                       | 試合結果                 | 大会名                             | 開催年月日 |
| ×    | ニーノ・"エルビス"・シェンブリ | 10分終了 ポイント判定    | ADCC 2001 【88kg未満級 3位決定戦】 | 2001年4月  |
| ×    | 菊田早苗                       | 10分終了 ポイント判定    | ADCC 2001 【88kg未満級 準決勝】    | 2001年4月  |
| ○    | ヒカルド・リボーリオ           | 10分+延長5分終了 判定    | ADCC 2001 【88kg未満級 2回戦】     | 2001年4月  |
| ○    | ウラジミール・ザルコフ         | 9:30 チョークスリーパー  | ADCC 2001 【88kg未満級 1回戦】     | 2001年4月  |
| ○    | エミール・チャトゥリアン       | 10分終了 ポイント判定3-0 | ADCC 2000 【88kg未満級 1回戦】     | 2000年3月  |
| ×    | ヒカルド・リボーリオ           | 10分終了 ポイント判定0-3 | ADCC 1999 【88kg未満級 3位決定戦】 | 1999年2月  |
| ×    | カリム・ヴラチロフ             | 10分終了 ポイント判定0-2 | ADCC 1999 【88kg未満級 準決勝】    | 1999年2月  |
| ○    | ヘンゾ・グレイシー             | 10分終了 ポイント判定2-0 | ADCC 1999 【88kg未満級 2回戦】     | 1999年2月  |
| ○    | ロビー・キルパトリック         | 9:25 アームロック        | ADCC 1999 【88kg未満級 1回戦】     | 1999年2月  |

## 獲得タイトル
- 初代SuperBrawl無差別級王座（1999年）
- 初代SuperBrawlミドル級王座（2001年）